# Jin (chanteur)
Pour les articles homonymes, voir Jin.
Dans ce nom coréen, le nom de famille, Kim, précède le nom personnel.
Kim Seok-jin (hangeul: 김석진; hanja: 金碩珍), plus connu sous son nom de scène Jin (hangeul: 진) est un chanteur, danseur, auteur-compositeur, parolier et acteur né le 4 décembre 1992 à Gwacheon, en Corée du Sud. Il est le membre le plus âgé du boys band sud-coréen BTS dont il est le « visuel » et chanteur.

## Biographie
Kim Seok-jin est né le 4 décembre 1992 à Gwacheon, dans la province de Gyeonggi en Corée du Sud. Il a un frère aîné se prénommant Kim Seok-Jung. Son père est PDG d'une entreprise.
Plus jeune, il voulait devenir un employé et travailler dans un bureau, en suivant l'exemple de son père. C'est en regardant un film qu'il a eu envie de devenir acteur.
Il fait alors des études de cinématographie et d'arts visuels à l'Université de Konkuk à Séoul. Le 22 février 2017, il sort diplômé avec un niveau « bachelor » (licence). Il n'a pas pu participer à sa remise de diplôme à la suite d'obligations professionnelles avec le groupe BTS dont il fait partie.
En 2017, il est admis à la Hanyang Cyber University afin de poursuivre ses études pour un diplôme de master en cinéma.
En parallèle, en 2010, il est approché par plusieurs agences, dont la très connue SM Entertainment. Il est finalement recruté par un agent de casting de Hybe Corporation (anciennement Big Hit Entertainment).

## Carrière
Seokjin intègre l'agence Hybe Corporation en 2010. Il est recruté par un agent de casting alors qu'il sortait du bus pour se rendre en cours à l'université.
Après une audition réussie, il deviendra un trainee de l'agence pendant environ 2 ans avant de faire ses débuts en 2013. Lorsqu'il débute à l'agence, il n'avait aucune expérience en chant ni en danse. Il s’entraînait jusqu'à 19h par jour en chant et danse.
Il est le 4e membre à intégrer le groupe BTS, après RM (Kim Namjoon), Suga (Min Yoongi) et J-Hope (Jung Hoseok).
Le 13 juin 2013, Seokjin débute officiellement sa carrière en tant que l'un des 4 chanteurs. C'est le membre le plus âgé et le « visuel » du groupe Bangtan Boys, plus communément appelé BTS. Ensemble, ils sortent 7 albums studio, 4 albums compilation et 6 EP.
Fin 2015, le groupe entre au Billboard 200 à la 171e place. En 2017, 2018et 2019, BTS est l'unique groupe sud-coréen à recevoir une récompense aux Billboard Music Awards, d'abord en tant que « Top Social Artist » et par la suite s'ajoute le prix « Best group/Duo ».
Jin fait régulièrement des reprises de chansons, qu'il diffuse sur SoundCloud :  Mom de Ra.D, le 7 mai 2015, I Love You de Mate le 3 décembre 2015, et In Front Of The Post Office In Autumn de Yoon Do-hyun le 7 juin 2018.
En 2016, Jin sort son premier single solo, qu'il co-produit, sur l'album Wings : Awake. La chanson, dédicacée aux autres membres de BTS, est classée 31e au Gaon Music Chart et 6e au Billboard World Digital Singles Chart. En décembre 2016, il sort une version remasterisée de Awake pour Noël et la diffuse sur SoundCloud.
Le 19 décembre 2016, la seconde OST de la série Hwarang : The Beginning sort. Elle est interprétée par Jin et V (qui joue aussi un rôle secondaire). Elle s'intitule 죽어도 너야 (Even If I Die, It's You).
En 2017, avec Jungkook (membre de BTS), il sort une version alternative à la chanson So Far Away de Suga, (également membre de BTS).
Le 9 août 2018, le deuxième solo de Jin, Epiphany, sort en tant que trailer pour l'album Love Yourself: Answer de BTS. La chanson est décrite comme une ballade pop rock mélancolique par le journal Billboard et contient des paroles fortes, parlant de l'acceptation de soi et l'amour de soi. La version complète de la chanson sort finalement sur l'album Love Yourself: Answer Elle se place 30e au Gaon Music Chart et 4e au Billboard World Digital Singles Chart.
En octobre 2018, Jin et les autre membre de BTS reçoivent le « fifth-class Hwagwan Order of Cultural Merit » de la part du président de la République de Corée, Moon Jae-in.
Le 4 juin 2019, Jin sort un morceau solo intitulé Tonight, une ballade acoustique écrite et composée par lui-même, avec l'aide de RM et des producteurs de Big Hit : Slow Rabbit et Hiss Noise. Il y rend hommage à ses défunts animaux de compagnie. La chanson fut reçue positivement par les critiques et le public, ils le complimente notamment sur sa voix chaude, calme mais puissante, et l'atmosphère douce de la chanson.
Le 21 février 2020, il sort Moon, morceau solo qu'il écrit et compose sur l'album Map of the Soul : 7. Ce titre est cette fois dédicacé à ses fans, les « Army ». Il s'y décrit comme la lune, qui gravite autour de la Terre (les Army), qu'il dit très belle et qu'il souhaite protéger pour toujours.
En parallèle, il fait plusieurs apparitions en tant que co-présentateur de cérémonie de remise de prix coréens : notamment Music Bank, M Countdown, KBS Song Festival et Inkigayo.
Le 3 décembre 2020, veille de son anniversaire, il dévoile par le biais d’un tweet un nouveau solo nommé Abyss. Ce morceau est co-écrit par le rappeur RM et le compositeur BUMZU. Jin joint également une lettre dans laquelle il exprime les doutes et les remises en question qui l’ont traversé, ainsi que son burn-out; qu’il a voulu retranscrire dans sa mélodie.
Jin a sorti une œuvre solo intitulée Yours le 7 novembre 2021, qui était une OST pour le drame TVN Jirisan. À l'occasion de son 29e anniversaire, le 4 décembre 2021, il a sorti une chanson courte et amusante intitulée Super Tuna en cadeau à ses fans.
The Astronaut est sa dernière œuvre avant de rejoindre le service militaire. Il a collaboré avec le groupe de rock britannique Coldplay pour l'écriture et la production du clip vidéo, qui est sorti le 28 octobre 2022.
Jin, a été libéré de ses obligations militaires le mercredi 12 juin 2024. Il a été accueilli par d’autres membres de BTS à sa sortie.
Jin a porté la flamme olympique à Paris pour les Jeux Olympiques 2024, le 14 juillet.

## Sa voix
Kim Seokjin a une voix ténor. Il sait jouer de la guitare et du piano. Il est régulièrement salué pour sa voix : dans l'essai de 2019 BTS: The Review, Kim Young-dae, membre du panel des Grammy, écrit : « sa voix dispose d'un contrôle de la respiration très stable, et un falsetto puissant », le qualifiant de « silver voice ».
Le journaliste Choi Song-hye, de Aju News, écrit que les chansons Spring Day et Fake Love de BTS mettent en valeur la stabilité vocale de Jin, tandis que la chanson Jamais Vu complimente sa gamme émotionnelle et sa manière de dégager de l'émotion lorsqu'il chante. Hong Hye-min de The Korea Times décrit la voix de Jin comme « tendre, mélancolique, triste, et free-spirited » et la considère comme un « élément hors concours qui ressort » sur la ballade solo Epiphany. Le critique Park Hee-a, en parlant de la chanson Epiphany, dit que Jin « chante les émotions les plus sentimentales parmi les chansons solos de Love Yourself: Answer. »
Dans une critique de Fake Love des BTS, Park Hee-a dit que la montée en puissance de la voix de Jin a permis l’efficacité de la chanson.

## Influence

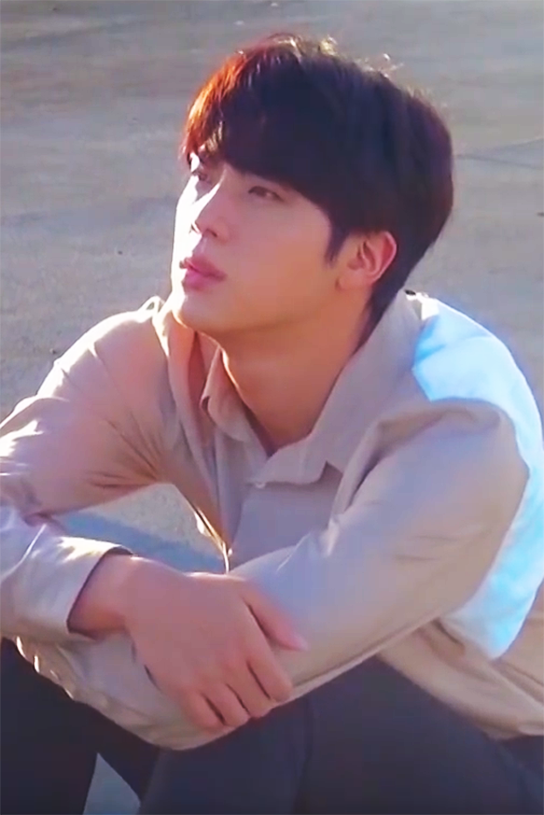
Jin lors d'une séance photo à Los Angeles (États-Unis).

Il est régulièrement classé dans le Top 3 des hommes les plus beaux de Corée du Sud et d'Asie[réf. souhaitée]. En 2018, il est classé 11e parmi les idoles les plus connues de Corée du Sud, données collectées par la société Gallup Korea[réf. souhaitée].

## Philanthropie
En décembre 2018, Kim Seokjin fait don de fournitures et nourriture à la Korean Animal Welfare Association pour célébrer son anniversaire[réf. souhaitée] : achetant notamment nourritures, couvertures, vaisselles et autres fournitures.
Il fait également don de 321 kg de nourriture[réf. souhaitée] à la Korea Animal Rights Advocates (KARA), une autre association de la protection des animaux en Corée du Sud.
Depuis mai 2018, Kim Seokjin a été un donateur mensuel de l'UNICEF en Corée, demandant que ses dons restent confidentiels à l'époque[réf. souhaitée]. Ils ont finalement été rendus publics après son intronisation au « UNICEF Honours Club » en mai 2019 pour avoir fait don de plus de ₩100 millions coréens  (environ 84 000 USD)[réf. souhaitée].
Il fait régulièrement des dons de manières secrètes[réf. souhaitée] à diverses associations de la protection des animaux, pour l'UNICEF ou encore pour l'aide aux victimes de la pandémie COVID-19[réf. souhaitée].

## Vie privée

### Santé
En mars 2022, Jin se blesse à la main gauche et subit une intervention chirurgicale pour la soigner, à la suite de quoi il s'abstient de certaines prestations lors des concerts Permission to Dance on Stage de BTS à Las Vegas, se retire de certains événements du groupe et chante assis pendant la majeure partie de la prestation du groupe durant la 64e cérémonie des Grammy Awards,.

### Service militaire
Le 17 octobre 2022, Big Hit a annoncé qu'après la sortie du single solo de Jin et l'achèvement de ses activités promotionnelles ultérieures à la fin du mois, le chanteur commencera le processus d'enrôlement et effectuera son service militaire obligatoire. Il a rejoint le camp militaire de Yeoncheon le 13 décembre 2022. Après avoir servi pendant 18 mois, Jin est revenu le 12 juin 2024.  

## Discographie

### Mini-albums (EP)
| Titre | Détails                                                                     | Classements | Classements | Classements | Classements | Classements | Classements | Classements | Ventes                                                                   |
| Titre | Détails                                                                     | COR         | JAP         | ALL         | FRA         | GBR         | CAN         | USA         | Ventes                                                                   |
| ----- | --------------------------------------------------------------------------- | ----------- | ----------- | ----------- | ----------- | ----------- | ----------- | ----------- | ------------------------------------------------------------------------ |
| Happy | - Date de sortie : 15 novembre 2024 - Labels : Big Hit Music (HYBE), Geffen | 3           | 2           | 16          | 20          | —           | 43          | 4           | - COR : plus de 1 064 000 - JAP : plus de 239 000 - USA : plus de 66 000 |
| Echo  | - Date de sortie : 16 mai 2025 - Labels : Big Hit Music (HYBE), Geffen      | 2           | 2           | 15          | 30          | 63          | 65          | 3           | - COR : plus de 837 000 - JAP : plus de 153 000 - USA : plus de 41 000   |

### Singles

#### En tant qu'artiste solo
| Année                                                           | Titre                  | Meilleures positions | Meilleures positions | Meilleures positions | Meilleures positions | Meilleures positions | Meilleures positions | Meilleures positions | Meilleures positions | Album      |
| Année                                                           | Titre                  | COR                  | JAP                  | AUS                  | FRA                  | GBR                  | CAN                  | USA                  | MON                  | Album      |
| --------------------------------------------------------------- | ---------------------- | -------------------- | -------------------- | -------------------- | -------------------- | -------------------- | -------------------- | -------------------- | -------------------- | ---------- |
| 2019                                                            | Tonight                | —                    | —                    | —                    | —                    | —                    | —                    | —                    | NC                   | Hors album |
| 2020                                                            | Abyss                  | —                    | —                    | —                    | —                    | —                    | —                    | —                    | NC                   | Hors album |
| 2022                                                            | The Astronaut          | 40                   | 4                    | 69                   | 106                  | 61                   | 58                   | 51                   | 10                   | Hors album |
| 2024                                                            | Super Tuna (슈퍼 참치) | —                    | —                    | —                    | —                    | —                    | —                    | —                    | 159                  | Hors album |
| 2024                                                            | I'll Be There          | 63                   | 40                   | —                    | —                    | 44                   | —                    | —                    | 25                   | Happy      |
| 2024                                                            | Running Wild           | 69                   | 24                   | —                    | —                    | 25                   | 68                   | 53                   | 5                    | Happy      |
| 2024                                                            | Falling (feat. Taka)   | —                    | 41                   | —                    | —                    | —                    | —                    | —                    | —                    | Hors album |
| 2025                                                            | Don't Say You Love Me  | 89                   | 34                   | —                    | —                    | 58                   | 88                   | 90                   | 7                    | Echo       |
| "—" indique que le titre ne s'est pas classé dans cette région. |                        |                      |                      |                      |                      |                      |                      |                      |                      |            |

#### Bandes-sons
| Année                                                           | Titre                                      | Meilleures positions | Meilleures positions | Meilleures positions | Album                     |
| Année                                                           | Titre                                      | COR                  | JAP                  | MON                  | Album                     |
| --------------------------------------------------------------- | ------------------------------------------ | -------------------- | -------------------- | -------------------- | ------------------------- |
| 2016                                                            | It's Definitely You (죽어도 너야) (avec V) | 34                   | —                    | —                    | Hwarang OST               |
| 2021                                                            | Yours                                      | 30                   | 66                   | 90                   | Jirisan OST               |
| 2025                                                            | Close To You                               | 118                  | —                    | —                    | When the Stars Gossip OST |
| "—" indique que le titre ne s'est pas classé dans cette région. |                                            |                      |                      |                      |                           |

## Distinctions

### MelOn Music Awards
| # | Année | Travail nommé                     | Titre          | Résultat   |
| - | ----- | --------------------------------- | -------------- | ---------- |
| 9 | 2017  | Jin & V - Even If I Die, It's You | Best OST Award | Nomination |